# Oszlopkaktusz
Az oszlopkaktuszfélék avagy cereoid növekedésű kaktuszok minden évben (minden nyugalmi időszak után) ugyanabból a tenyészcsúcsból nőnek tovább. Termetük ezért oszlopszerű. Még az egészen fiatal hajtásaikon sincs húsos levél, aroláikban nincsenek horgasszőrök, tüskéiket sosem borítja vékony hártya. Legismertebb képviselőjük a saguaro (kandeláberkaktusz), de élnek egészen redukált termetű, csaknem gömb alakú fajaik a félsivatagi száraz szubtrópuson és a messze a trópusok fölé magasodó, száraz hegyvidékeken. Számos fajuk fagytűrő.
A következő nemzetségcsoportokat (pontosabban, ezek nemzetségeinek többségét) soroljuk ide:
- Cereeae,
- Hylocereeae,
- Echinocereeae,
- Trichocereeae,

Három nemzetségük:
- Hylocereus (Hylocereeae),
- Pachycereus (Echinocereeae),
- Cereus (Cereeae)

termése ehető. A pithaya (pitaja) avagy kaktuszgyümölcs nagyobb és gyakran finomabb is, mint a kaktuszfüge. Húsa fehér vagy vörös; magja kisebb, kevésbé zavarja a gyümölcsevés élvezetét. Felhasználása megegyezik a kaktuszfügéével.

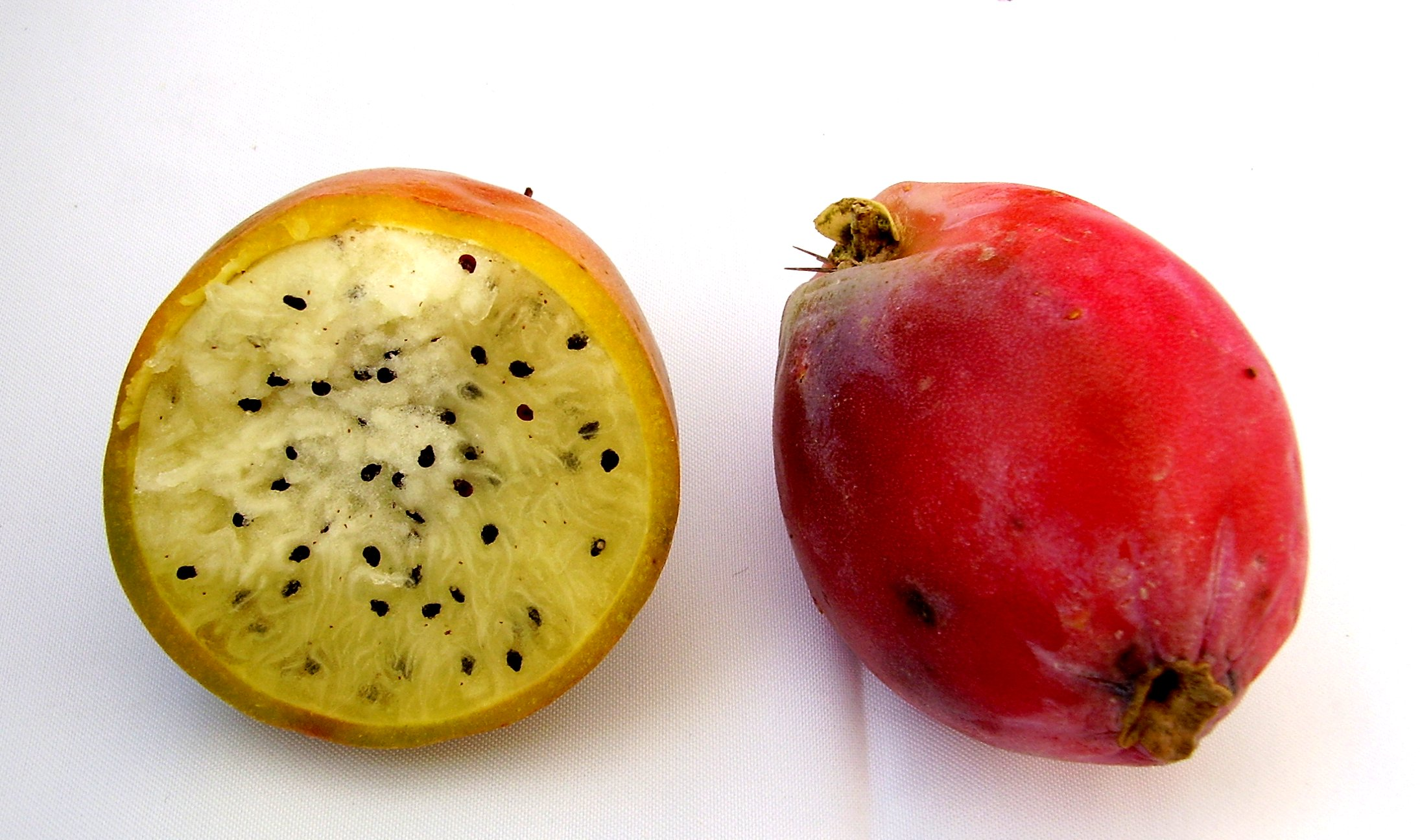
Cereus peruvianus (Apple cactus) termése

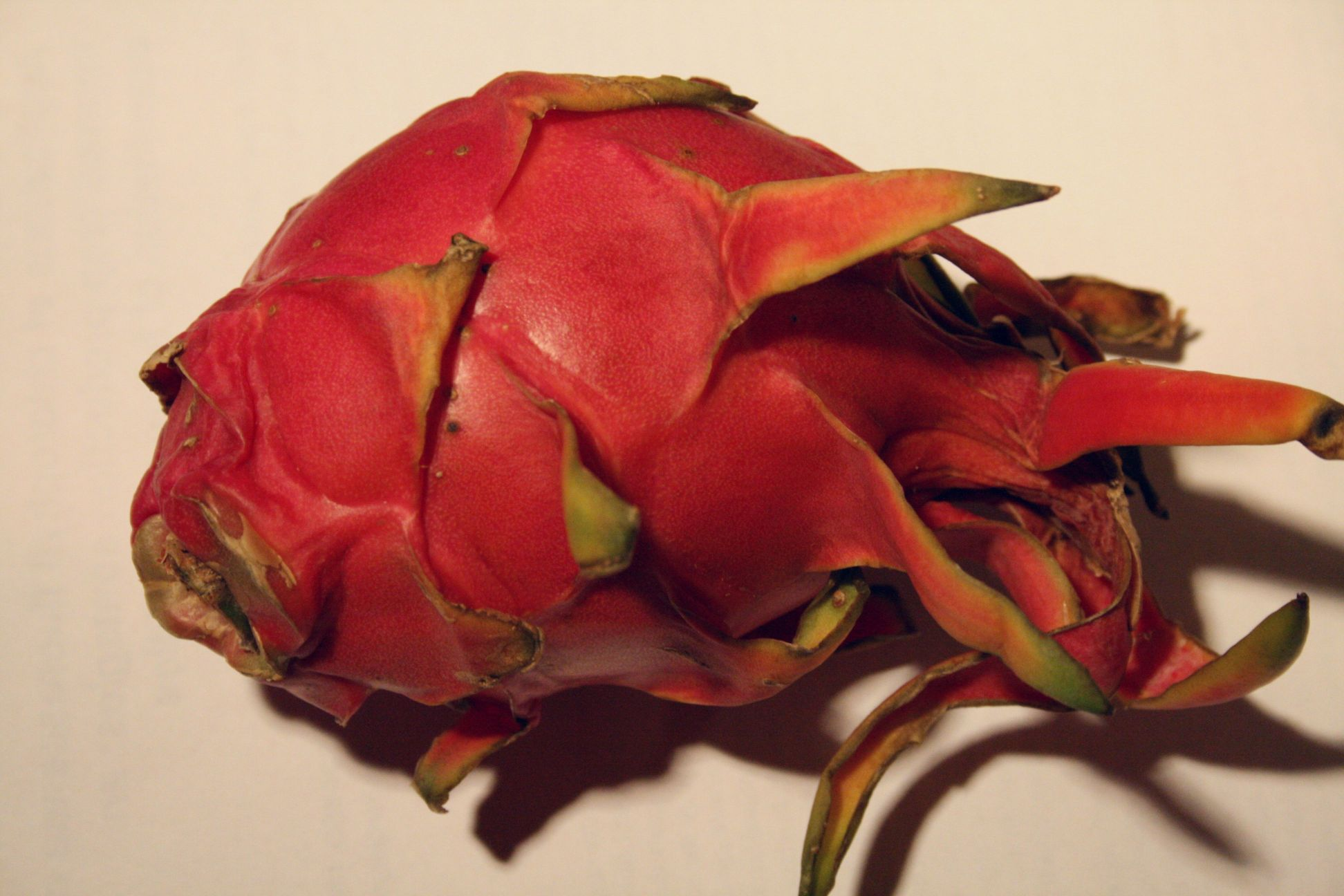
A Hylocereus undatus termése a vörös pithaya

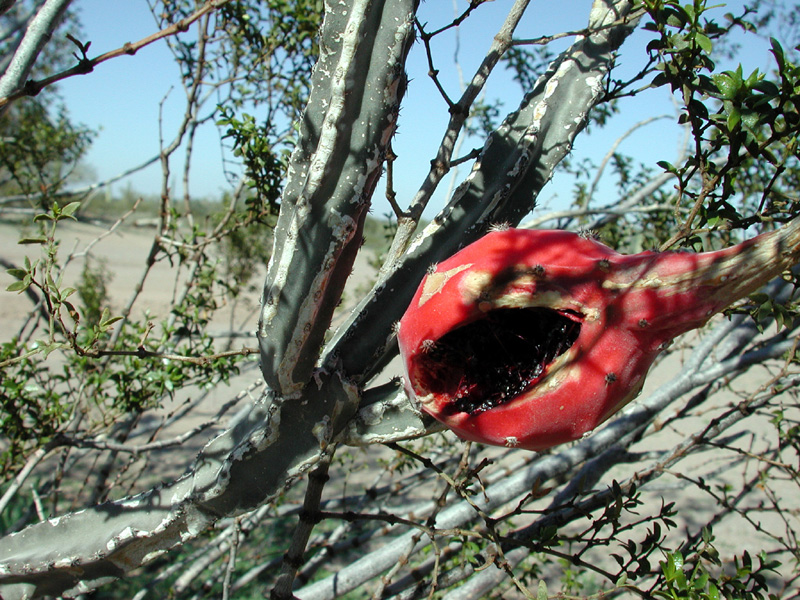
Peniocereus greggii termése